# Sonny Bupp
Sonny Bupp, nato Moyer MacClaren Bupp (New York, 10 gennaio 1928 – Henderson, 1º novembre 2007), è stato un attore statunitense.
Attivo come attore bambino, è noto in particolare per aver interpretato il personaggio di Charles Foster Kane III, figlio di Charles Foster Kane e di sua moglie Emily, nel film Quarto potere (1941). 

## Filmografia parziale
- La dominatrice (Annie Oakley), regia di George Stevens (1935) - non accreditato
- Hearts in Bondage, regia di Lew Ayres (1936) - non accreditato
- San Francisco, regia di W.S. Van Dyke II (1936) - non accreditato
- Rose Bowl, regia di Charles Barton (1936) - non accreditato
- The Great O'Malley, regia di William Dieterle (1937) - non accreditato
- Love Is on the Air, regia di Nick Grinde (1937) - non accreditato
- Hollywood Hotel, regia di Busby Berkeley (1937) - non accreditato
- Gli angeli con la faccia sporca (Angels with Dirty Faces), regia di Michael Curtiz (1938) - non accreditato
- Renegade Trail, regia di Lesley Selander (1939)
- Vigilia d'amore (When Tomorrow Comes), regia di John M. Stahl (1939) - non accreditato
- No Place to Go, regia di Terry O. Morse (1939)
- Abramo Lincoln (Abe Lincoln in Illinois), regia di John Cromwell (1940) - non accreditato
- Half a Sinner, regia di Al Christie (1940)
- Queen of the Mob, regia di James P. Hogan (1940)
- Quarto potere (Citizen Kane), regia di Orson Welles (1941)
- Il sergente York (Sergeant York), regia di Howard Hawks (1941) - non accreditato
- I tre moschettieri del Missouri (Bad Men of Missouri), regia di Ray Enright (1941) - non accreditato
- Un piede in paradiso (One Foot in Heaven), regia di Irving Rapper (1941) - non accreditato
- L'oro del demonio (The Devil and Daniel Webster / All That Money Can Buy), regia di William Dieterle (1942) - non accreditato
- West of Cimarron, regia di Lester Orlebeck (1941) - non accreditato
- Code of the Outlaw, regia di John English (1942) - non accreditato
- The Loves of Edgar Allan Poe, regia di Harry Lachman (1942) - non accreditato